# 쉐보레 벤처
쉐보레 벤처(Chevrolet Venture)는 제너럴 모터스가 쉐보레 브랜드로 판매되었던 대형 미니밴이다.

## 1세대

### 벤처(1996년~2005년)

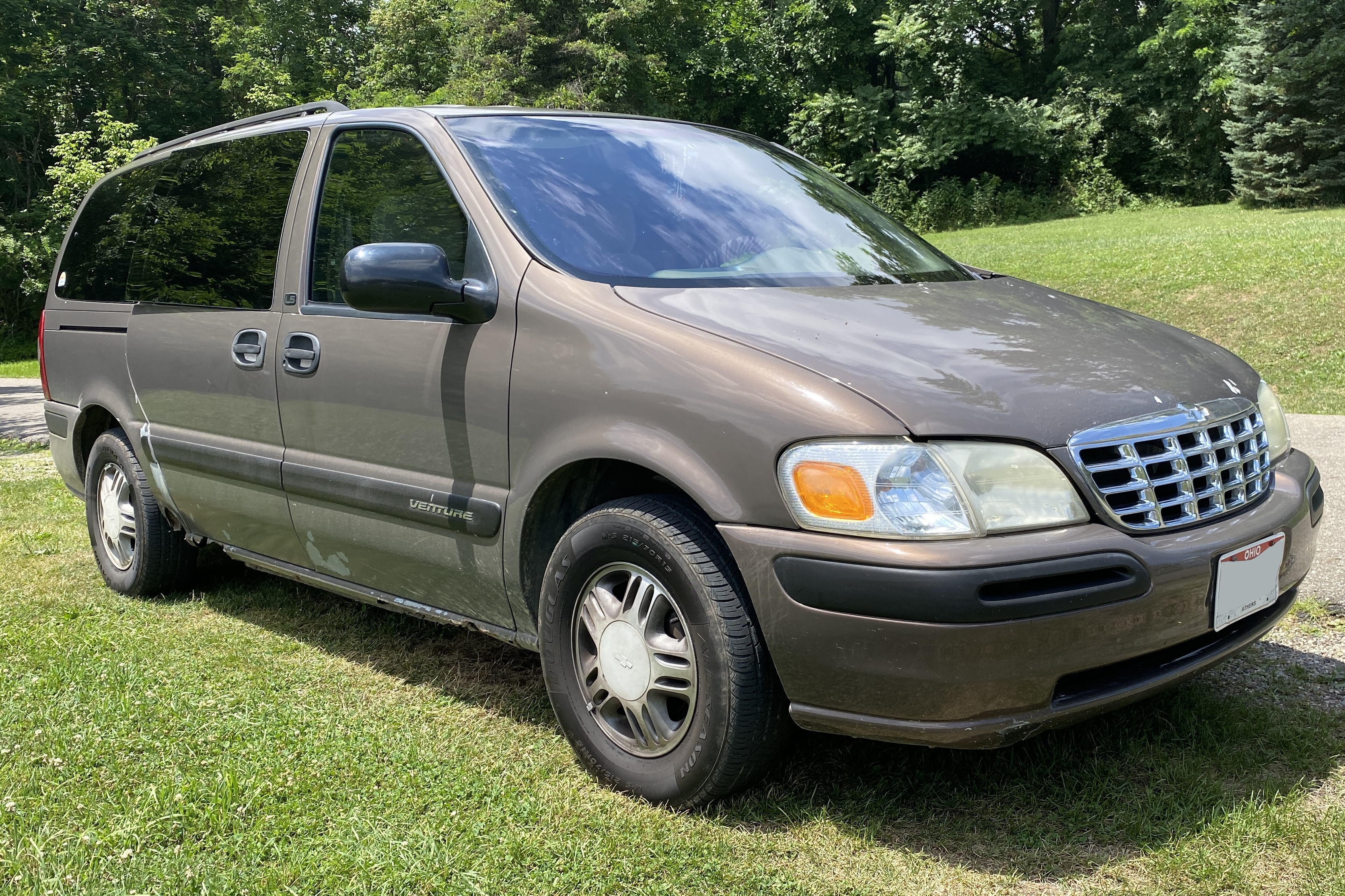
쉐보레 벤처 (전기형) 정측면

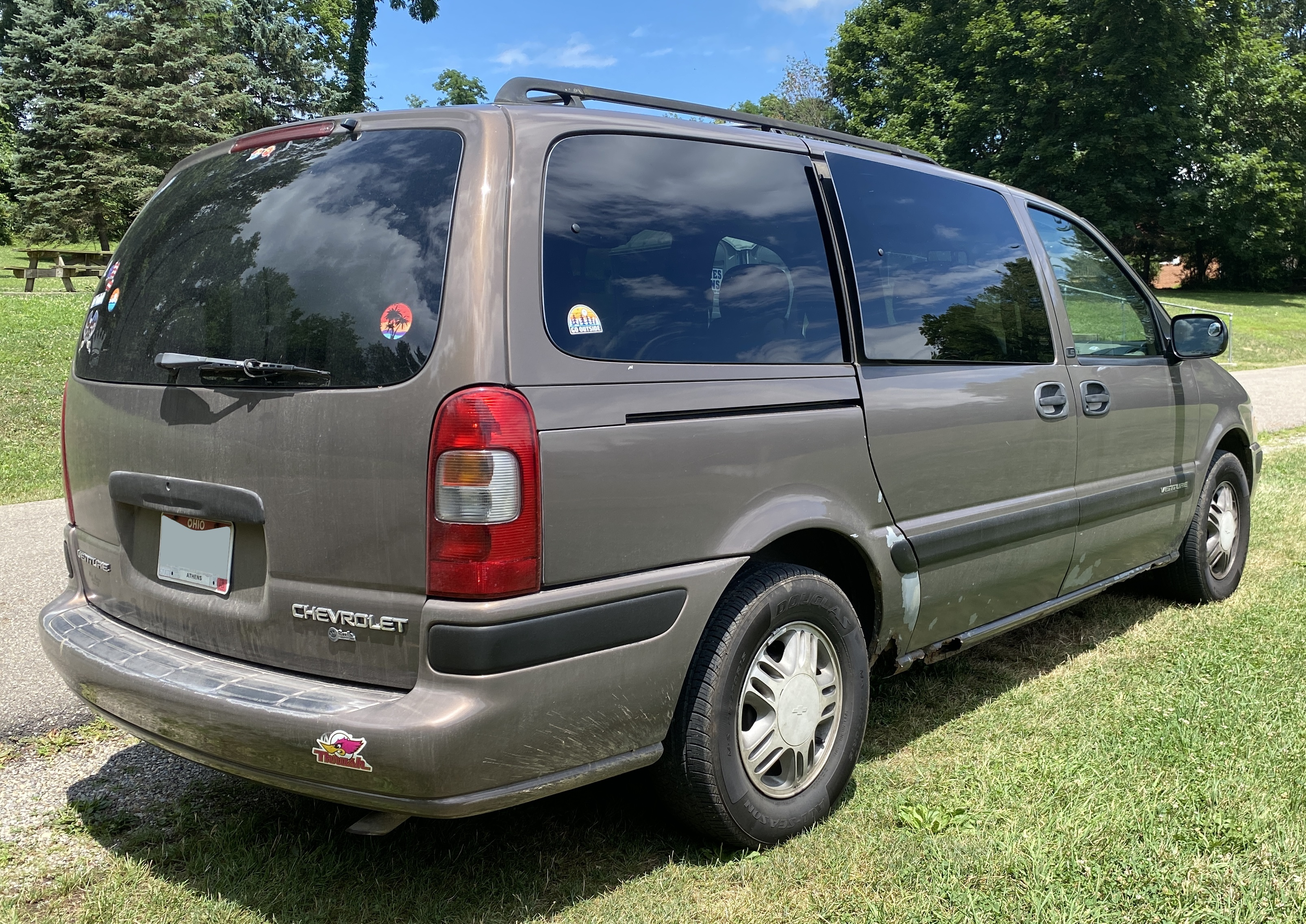
쉐보레 벤처 (전기형) 후측면

1996년에 루미나 APV를 대체하는 후속 차종으로 출시되었다. U 플랫폼이 적용된 벤처는 3.4L V6 가솔린 엔진이 적용되었고, 전륜구동과 4륜구동으로 나뉘었다. 형제 차량으로는 올즈모빌 실루엣, 폰티액 몬타나 등이 있다.
2005년에 후속 차종인 업랜더에게 자리를 넘기고 단종되었다.

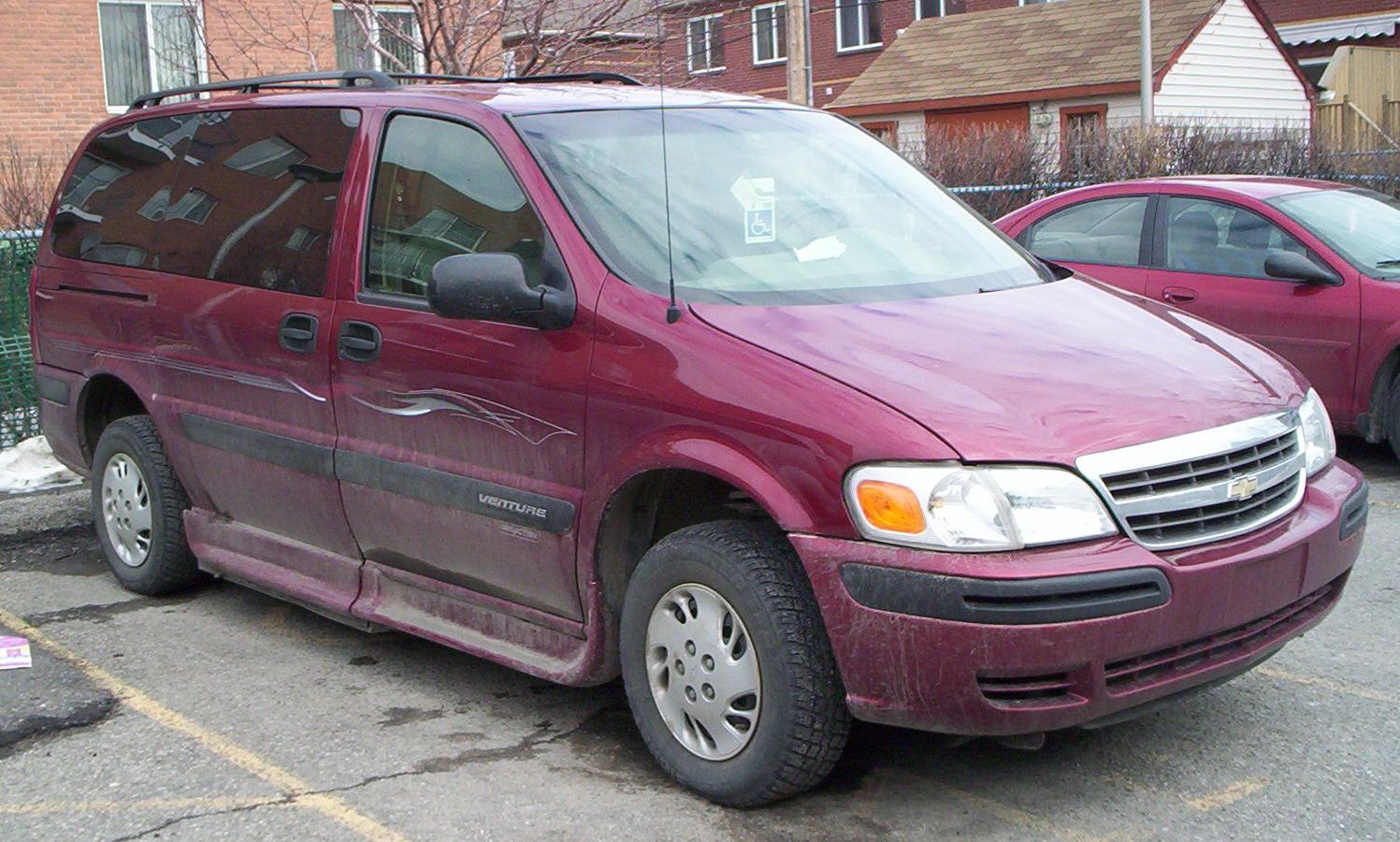
쉐보레 벤처 (후기형) 정측면